# Резолюция 14 на Съвета за сигурност на ООН
Резолюция 14 на Съвета за сигурност на ООН, приета на 16 декември 1946 г., променя процедурните правила на съвета, така че срокът на ротационното председателство на Съвета за сигурност да съвпада с календарната година. Освен това резолюцията постановява, че мандатът на непостоянните членове на Съвета за сигурност започва да тече на 1 януари и приключва на 31 декември.
Резолюцията е приета с мнозинство от 9 гласа, като представителите на СССР и САЩ гласуват въздържали се.